# Jumbo's Clown Room
Jumbo's Clown Room, thường được gọi tắt là Jumbo's, là một "quán bar bikini" (câu lạc bộ thoát y không khỏa thân) nằm trên Đại lộ Hollywood ở khu Hollywood Hills West, Los Angeles, California. Quán bar mở cửa vào ngày 27 tháng 7 năm 1970, sau đó trở thành một câu lạc bộ thoát y vào năm 1982.

## Tổng quát
Jumbo's Clown Room được mô tả là hiện thân của tinh thần khiêu vũ mạnh mẽ hơn các đối tác ở Hollywood và xa hơn về phía tây. Nơi đây được mô tả là "khét tiếng" và giống như một quán bar với những hình ảnh chú hề được treo trên tường, cung cấp một số loại bia rẻ tiền đồng thời các vũ công biểu diễn thoát y và múa cột. Một số nhân viên ở đây cũng biểu diễn múa đùi. Thay vì sử dụng DJ, các vũ công chọn bài hát của riêng mình bằng cách sử dụng máy hát tự động. Jumbo's phục vụ bia và cocktail. Ngày nay, quán là một doanh nghiệp do gia đình sở hữu và điều hành.

## Cyber Clown Girls
Sau khi đại dịch COVID-19 bắt đầu ở California vào đầu năm 2020, Jumbo's đã phải tạm thời đóng cửa vào tháng 3 năm 2020 do Tiểu bang California yêu cầu đóng cửa các nhà hàng và quán bar trong nhà trên toàn bang. Các vũ công của câu lạc bộ không thể biểu diễn, để thay thế cho điều này, một số vũ công tại đã tạo ra một chương trình biểu diễn trên internet có tên là "Cyber Clown Girls". Trang web cho phép các vũ công đạt được doanh thu và mở rộng phạm vi tiếp cận ra bên ngoài khu vực Los Angeles. Yêu cầu mua vé vào cửa và tiền boa của vũ công được trả bởi khách hàng sử dụng các ứng dụng thanh toán như Cash App và Venmo. Kể từ tháng 3 năm 2022, Cyber Clown Girls vẫn tiếp tục biểu diễn và phát sóng các chương trình.
Một số vũ công trên trang web đã quyên góp một số thu nhập của họ cho nhiều tổ chức LGBTQ+. Đến tháng 3 năm 2021, Cyber Clown Girls đã quyên góp hơn 25.000 đô la cho nhiều tổ chức phi lợi nhuận và các tổ chức khác. Những người nhận từ thiện bao gồm Ngân hàng Thực phẩm Los Angeles, các nhóm Black Lives Matter, Gender Justice L.A. và Reform L.A. Jails, cùng các nhóm khác.
Vào tháng 3 năm 2021, để đối phó với tình trạng bạo lực gia tăng đối với người Mỹ gốc Á xảy ra ở Hoa Kỳ, Cyber Clown Girls đã trình diễn một chương trình trực tuyến toàn châu Á để ủng hộ chương Diễn đàn Phụ nữ Mỹ gốc Á Thái Bình Dương Quốc gia ở bang Georgia, Hoa Kỳ, hoạt động "để trao quyền cho phụ nữ và trẻ em gái AAPI" và Butterfly Asian and Migrant SW Network, một tổ chức hoạt động để hỗ trợ những người hành nghề mại dâm di cư và châu Á.

## Văn hóa đại chúng
Nhạc sĩ kiêm diễn viên Courtney Love từng làm vũ công tại Jumbo's Clown Room. Nhạc sĩ Lemmy của Motörhead từng bảo trợ cho cơ sở. Anthony Bourdain đã tự mô tả mình là một "người hâm mộ" của câu lạc bộ và tuyên bố rằng đó là một trong những quán bar yêu thích của mình.  Vào năm 2017, Ellen DeGeneres đã biểu diễn một tiểu phẩm tại Jumbo's cho The Ellen DeGeneres Show với tên "Karla Kardashian", một nhân vật hư cấu được mô tả là "chị gái thứ tư ít được biết đến của Kardashian". Ban nhạc heavy metal Rusty Eye đã quay hai video âm nhạc tại Jumbo's vào năm 2020. Vào khoảng năm 2020, nhạc sĩ đồng quê Jaime Wyatt đã quay video cho bài hát "Neon Cross" tại Jumbo's.